# سید محمدرضا همدانی
سید محمدرضا همدانی   از سیاستمداران ایرانی بود، که در دوره دوم  بعنوان نماینده تهران در مجلس شورای ملی حضور داشت.